# Ruchocki Młyn
Ruchocki Młyn – osada w Polsce położona w województwie wielkopolskim, w powiecie wolsztyńskim, w gminie Wolsztyn.
Miejscowość położona jest wśród lasów i torfowisk pomiędzy dwiema odnogami Dojcy, 5 km na północ od Wolsztyna. Dalej na północ rozciąga się jezioro Wioska (36 ha) o dł. 2 km, które powstało poprzez spiętrzenie Dojcy. Nazwa miejscowości pochodzi prawdopodobnie od młyna, który znajdował się na wschodnim brzegu rzeki i został częściowo rozebrany w latach 50. XX w. W dokumentach z początku XIV wieku pojawiają się inne nazwy: Ruchocina Gac (1304), Rugenzinne Gaz (1312), Rugecinne (1311), Ruchocina Gacz (1360) i później Ruchocin.
Młyn w tym miejscu powstał już pod koniec XIII wieku. Około 1304 Mikołaj Bodzantycz przekazał go cystersom z Obry. Istniejący tu młyn, własność opata cystersów w Obrze pod koniec XVI wieku leżał w powiecie kościańskim województwa poznańskiego. W rękach zakonników pozostawał aż do 1623, kiedy to został wymieniony na wieś Wojnowo w pobliżu Babimostu. Pod koniec XVIII wieku właścicielem był Adam Mielęcki. Pod koniec XIX wieku Ruchocki Młyn, pod niemiecką nazwą Ruchotscher Mühle, liczył 2 domostwa i 16 mieszkańców. Podczas II wojny światowej w Ruchockim Młynie przetrzymywano Żydów z Łodzi i Kalisza, a później jeńców angielskich – robotników przymusowych.
Przez Ruchocki Młyn przebiega znakowany żółty szlak pieszy, prowadzący wzdłuż Dojcy.